# Дівчина у потягу (роман)
«Дівчина у потягу»  (англ. The Girl on the Train) — психологічний трилер Поли Гоукінз. Опублікований 2015 року.
Права на екранізацію книги викупила студія Dream Works. Режисер — Тейт Тейлор. У головній ролі — Емілі Блант. Прем'єра стрічки «Дівчина у потягу» відбулася у жовтні 2016 року.

## Короткий огляд
Рейчел щодня о 8:04 сідає на той самий потяг і кожен день долає той самий маршрут. День-у-день, через вікно потяга, вона спостерігає за подружньою парою з будинку №15 та заздрить їхньому щастю. Ще зовсім недавно й вона жила неподалік, на тій самій вулиці, та була одружена з Томом, який покинув її заради своєї коханки — Анни. Одного дня, Рейчел бачить Меган — «щасливу» мешканку будинку №15 — в обіймах іншого чоловіка. А невдовзі Меган зникає без сліду.

### Сюжет
Розповідь у книзі ведеться від імені трьох жінок — Рейчел, Анни і Меган. 32-річна Рейчел Уотсон має проблеми з вживанням алкоголю. Кожен день вона їздить на електричці з передмістя в Лондон нібито на роботу, але в дійсності вона лише створює про це видимість для своєї колишньої однокурсниці Кеті, яка здає їй кімнату в своїй квартирі.
Під час поїздки на електричці Рейчел кожен раз розглядає у вікно подружню пару, яку вона для себе називає Джесс і Джейсон. Вони живуть неподалік від її колишнього будинку, де вона жила разом з чоловіком Томом, і де той живе тепер з новою дружиною Анною і їх дитиною. Рейчел вкрай важко переживає розлучення, яке, як вона вважає, сама ж і спровокувала. Через свою нездатність завагітніти Рейчел почала випивати і псувати стосунки з чоловіком і оточуючими і так поступово розвалила шлюб. Після розлучення Рейчел стала ще більше випивати і, будучи п'яною, дзвонити, плакати і писати повідомлення колишньому чоловікові про те, що вона його любить, чим вкрай докучала Тому і його новій дружині. Ситуація ускладнюється тим, що через випивку Рейчел не завжди вдається пригадати, що саме вона робила напередодні.
Однією з чергових ранкових поїздок на електричці Рейчел, що вважала Джесс і Джейсона ідеальною парою, розчарувано бачить з вікна поїзда, як Джесс цілується з якимось іншим чоловіком. Через день по новинах вона дізнається, що Джесс зникла. Виявилося, що насправді зниклу дівчину звати Меган Гіпвелл, а її чоловіка — Скоттом.
Флешбеком розповідається, що Меган в юному віці важко пережила раптову смерть старшого брата, і що має схильність до вільного життя, таємним чином зустрічалася з чоловіком, чиє ім'я не розкривалося, і хто при кожній зустрічі запевняв, що це в останній раз, і більше їм зустрічатися не можна. Але Меган йому не вірила, і кожен раз опинялася права. Аби не допустити вести спосіб життя домогосподарки, Меган влаштувалася нянею до Тома і Анни, допомагаючи їм з дитиною. Відчуваючи психологічні проблеми, Меган, за порадою чоловіка, ходила до психоаналітика Камаля Абдика, з яким також через деякий час завела таємні любовні стосунки.
На наступний день після зникнення Меган до Рейчел приходять поліцейські. Виявилося, що у вечір зникнення її бачили біля будинку Меган. Про це поліції розповіла Анна, повідомивши також і про регулярні докучання з боку Рейчел. Поліцейські вважають, що Меган була схожа зовні на Анну, і припускають, що Рейчел, перебуваючи в сп'янінні, могла переплутати одну з іншою. Рейчел не пам'ятає, що саме сталося в той вечір, але відчуває, що сталося щось погане. Того вечора вона повернулася додому з раною на голові від удару, але не пам'ятає, звідки вона взялася. Не відразу, але Рейчел повідомляє поліції, що бачила з вікна поїзда, як напередодні зникнення Меган цілувалася в своєму будинку з іншим чоловіком. По фотографії вона впізнає психоаналітика Камаля.
Прагнучи згадати, що сталося того вечора, вона пише листа чоловікові Меган, і той погоджується зустрітися в себе вдома. Рейчел, що не знає, підозрювати їй Скотта у вбивстві чи ні, розповідає йому про коханця його дружини, збрехавши йому, що вони з Меган були подругами. Через деякий час Камаля заарештовують і проводять в його квартирі обшук, але відпускають через нестачу доказів і ненадійність показань схильної до випивки Рейчел.
Рейчел зі змінним успіхом намагається менше пити і кілька разів приходить на прийом до Камаля, намагаючись зрозуміти, чи не він убив Меган, і паралельно розбираючись з власними переживаннями і спогадами, в тому числі що стосуються до часів її проживання з Томом. Паралельно вона зустрічається зі Скоттом за його ініціативою. В один із днів, через майже три тижні після зникнення Меган, в прилеглому лісі після сильних дощів було знайдено її труп. У стані сп'яніння Скотт запрошує Рейчел, і вони проводять разом ніч, про що обидва на ранок шкодують.
Розтин показав, що Меган була вагітна, за допомогою аналізу ДНК було з'ясовано, що ні Скотт, ні Камаль не був батьком ненародженої дитини. В черговій ретроспективі Меган розповідає Камалю про те, як вона в юності пережила трагедію під час співжиття з хлопцем на ім'я Мак. Народивши в домашніх умовах дівчинку, Меган через проблеми, в тому числі у стосунках і через вживання марихуани, в один із днів випадково втопила немовля, заснувши разом із ним у ванній. Смерть дитини залишила глибоку психологічну травму.
Скотт стає головним підозрюваним. У поліції він дізнається, що Рейчел була подругою Меган. Він запрошує Рейчел до себе і зриває на ній свою злість, намагаючись з'ясувати, що їй потрібно. У гніві він починає її душити, а потім замикає в кімнаті. Порившись в сумочці Рейчел, він розуміє, що та лише грає в приватного детектива і з насмішкою відпускає її.
Рейчел в шоці приїжджає додому і серед ночі раптово все згадує. У вечір вбивства все було не так, як їй напередодні розповів Том. Вона розуміє, що і під час їх спільного проживання він неодноразово викликав в неї помилкові спогади, виховуючи в ній почуття провини і невпевненості в собі. Насправді в той вечір це він завдав їй рану затиснутими в кулаку ключами. Рейчел розлютила його, тому що в черговий раз в сильно п'яному вигляді крутилася в окрузі їх будинку і налякала Анну. Залишивши Рейчел лежати під мостом, він в люті пішов до машини і в цей момент до нього підійшла Меган (а не Анна, як весь час з уривчастих спогадів здавалося Рейчел) і сіла разом з ним в машину. Рейчел передбачає, що це Том вбив Меган.
У черговому флешбеці Меган напередодні зникнення вирішує заради своєї померлої дочки все зробити в цей раз «по-правильному». Сподіваючись на розуміння вона розповідає Скотту про свій роман, який у неї був, але закінчився. Той, перервавши її, і не встигнувши дослухати про вагітність, починає обзивати її повією, жбурляє об стіну і намагається душити, але зупиняється. Меган вирішує піти з дому і намагається додзвонитися до Тома, залишаючи йому загрозливі повідомлення, що вона про все повідомить Анні. Вона виходить на вулицю і бачить, як Том йде до машини (він тільки що вдарив Рейчел). Він запрошує її сісти, і вони від'їжджають до лісу поговорити. Дізнавшись про вагітність, Том безапеляційно наполягає на аборті. Меган проклинає його і обіцяє йому влаштувати нестерпне життя. У гніві Том вбиває Меган і ховає її в лісі в неглибокій могилі, викопаній руками.
Рейчел приїжджає до Анни, яка напередодні стала здогадуватися про брехню з боку Тома, коли знайшла його стільниковий телефон, на якому були смс-повідомлення з домовленостями про зустрічі. Рейчел розповідає їй про свої спогади і пропонує швидше піти, поки не повернувся Том. Анна розуміє, що дзвінки, які Том підносив як набридливі дзвінки від Рейчел, насправді були в основному від Меган, але не може повірити в те, що відбувається. З'являється Том. Під час з'ясування стосунків він зізнається у скоєному, у вбивстві і зрадах, звинувачуючи всіх крім себе. Рейчел розуміє, що їй загрожує смертельна небезпека і намагається втекти. Том її зупиняє, під час боротьби Рейчел встромляє йому в шию викрутку і провертає її. Том падає, вмираючи, підійшовши, Анна добиває його, провертаючи викрутку. Надалі Рейчел і Анна розповіли поліцейським, що Рейчел вбила Тома, задля самооборони.
Рейчел їде з міста, маючи намір впоратися з психологічними потрясіннями і пристрастю до алкоголю.

### Персонажі
- Рейчел — головний персонаж;
- Том — колишній чоловік Рейчел;
- Анна — нинішня дружина Тома;
- Меган — сусідка Тома та Анни;
- Скот — чоловік Меган;
- Кеті — подруга Рейчел.

### Потяг як символ
- Для Рейчел потяг символізує безпеку та надійність. Його постійність та прямий шлях протиставляється нестабільності її життя.
- Для Меган потяг символізує втечу. Вона весь час мріє про нове життя, а потяг є постійним візуальним нагадування її бажання.
- Для Анни потяг є символом порушенням приватності її особистого життя, адже пасажири весь час проїжджають повз її будинок.

## Комерційний успіх
Роман дебютував у першому рядку списку художніх бестселерів за версією The New York Times (комбінований рейтинг — тверда обкладинка і електронне видання) 1 лютого 2015 року та залишався на верхній позиції 13 тижнів поспіль до 26 квітня. У багатьох рецензіях книга розглядається як нова «Зникла», популярний роман 2012 року.
До початку березня 2015 року було продано понад один мільйон примірників роману, а до квітня — вже півтора мільйона. Протягом 20 тижнів роман перебував на верхньому рядку британського рейтингу книг, виданих у твердій обкладинці, що стало новим абсолютним рекордом.

## Екранізація
Права на екранізацію роману були викуплені студією DreamWorks SKG 24 березня 2014 року, продюсером був призначений Марк Платт. 21 травня 2015 року було оголошено, що адаптацією книги для екранізації буде займатися сценаристка Ерін Крессида Вілсон, а режисером фільму виступить Тейт Тейлор, відомий за фільмом «Прислуга». 5 червня стало відомо, що на головну роль у фільмі розглядається актриса Емілі Блант. У липні 2015 автор книги Пола Хокінс розповіла, що в фільмі місцем дії стане не Англія, як в книзі, а штат Нью-Йорк. Прем'єра фільму намічена на жовтень 2016 року, який прокатувати буде Touchstone Pictures, проте в грудні 2015 року права на фільм перейшли до Universal.

## Переклади українською
Українське видвництво “Клуб сімейного дозвілля” видало україномовний переклад “Дівчини у потягу” у вересні 2015 року, вже через шість місяців після оригінального англомовного релізу.. Щоправда поспіх з видавництвом українською, напевне, став причиною недостатньо високої якості українського перекладу. Зокрема, у огляді книги онлайн-виданням "Remarka" рецензист зазначив "“штучність” діалогів зумовлено традиційним “якісним” перекладом від “КСД”". Оглядач книги для онлайн-видання "Книгобачення" Руслана Коропецька також зазначила низьку якість перекладу зазначивши, що "мовностилістичний аналіз свідчить про те, що перекладачі дуже і дуже поспішали, готуючи видання до друку, бо воно рясно всіяне найрізноманітнішими помилками, починаючи від елементарних пунктуаційних, і закінчуючи стилістичними." Коропецька зазначила, що численні помилки та русизми перекладу змушують припустити що роман перекладали з російської, а не з англійського оригіналу.
- Пола Гоукінз. Дівчина у потягу. Переклад з англійської: Інна Паненко. Харків: КСД. 2015, 2016. 320 стор. ISBN 978-966-14-9254-6